# HD 205739
Sāmaya eller HD 205739 är en ensam stjärna belägen i den mellersta delen av stjärnbilden Södra fisken. Den har en skenbar magnitud av ca 8,56 och kräver ett mindre teleskop för att kunna observeras. Baserat på parallax enligt Gaia Data Release 2 på ca 10,8 mas, beräknas den befinna sig på ett avstånd på ca 302 ljusår (ca 93 parsek) från solen. Den rör sig bort från solen med en heliocentrisk radialhastighet på ca 9 km/s.

## Nomenklatur
HD 205739 fick på förslag av Sri Lanka namnet Sāmaya i NameExoWorlds-kampanjen som 2019 anordnades av International Astronomical Union. Sāmaya betyder ’fred’ på det singalesiska språket.

## Egenskaper
HD 205739 är en gul till vit stjärna i huvudserien av spektralklass F7 V med en inaktiv kromosfär. Den har en massa som är ca 1,3 solmassor, en radie som är ca 1,6 solradier och har ca 3,5 gånger solens utstrålning av energi från dess fotosfär vid en effektiv temperatur av ca 6 300 K.

## Planetssystem
En Jupiterliknande exoplanet har med hjälp av dopplerspektroskopi upptäckts i en excentrisk bana kring HD 205739. Excentriciteten 0,27 anger att omloppsbanan för objektet från 0,65 AE ut till 1,14 AE mellan periastron och apsis. Planetens maximala yttemperatur är ~400 K, varierande med 100 K under loppet av en bana. Det finns en datatrend i gjorda observetioner som kan peka på en ytterligare följeslagare längre bort från stjärnan, men detta kommer att kräva en längre observationsperiod för att validera.
| Planet | Massa    | Halv storaxel (AE) | Siderisk omloppstid (d) | Excentricitet | Inklination | Radie |
| ------ | -------- | ------------------ | ----------------------- | ------------- | ----------- | ----- |
| b      | ≥1,37 MJ | 0,896 ±            | 279,8 ± 0,1             | 0,27 ± 0,07   | -           | -     |